# HAT-P-57
Désignations
HAT-P-57 est un système stellaire et planétaire constitué de trois étoiles dont une abrite au moins une planète. D'après la mesure de sa parallaxe annuelle par le satellite Gaia, le système est distant d'environ ∼ 950 a.l. (∼ 291 pc) de la Terre.

## HAT-P-57

### HAT-P-57 A
Le sous-système principal est constitué d'une étoile et d'au moins une planète en orbite autour.

#### HAT-P-57 Aa
L'étoile principale, HAT-P-57 Aa, usuellement nommée simplement HAT-P-57 A voire HAT-P-57, est une étoile de type spectral A8V, ce qui signifie que c'est une étoile blanche de la séquence principale. D'une magnitude visuelle de 10,46, elle n'est pas visible à l'œil nu mais le devient dans un petit télescope. Sa température effective est de 7 500 ± 250 kelvins et sa vitesse de rotation projetée vaut 102,1 ± 1,3 kilomètres par seconde. Sa masse serait 1,47 ± 0,12 fois celle du Soleil et son rayon 1,500 ± 0,050 fois celui de notre étoile. Il s'agit de l'étoile à la rotation la plus rapide et seulement la quatrième étoile de type A de la séquence principale à avoir une planète en transit.

#### HAT-P-57 Ab
Sa planète, formellement nommée HAT-P-57 Ab mais usuellement nommée simplement HAT-P-57 b, est une planète géante dont le rayon mesure 1,413 ± 0,054 fois celui de Jupiter et dont la masse est contrainte, à une confiance de 95 %, à moins de 1,85 fois celle de Jupiter.

### HAT-P-57 (BC)
Grâce à des images obtenue avec de l'optique adaptative, une paire de petites étoiles étoiles a été trouvé à 2,7 secondes d'arc de l'étoile principale. Ces deux étoiles sont elles-mêmes séparées de 0,22 seconde d'arc. Les deux compagnons auraient des masses de 0,61 ± 0,10 masse solaire et 0,53 ± 0,08 masse solaire respectivement.